# IC 4999
IC 4999 est une galaxie spirale barrée située dans la constellation du Capricorne. Sa vitesse par rapport au fond diffus cosmologique est de 2 930 ± 17 km/s, ce qui correspond à une distance de Hubble de 43,2 ± 3,0 Mpc (∼141 millions d'al). Cette galaxie a été découverte par l'astronome américain Edward Barnard.
La classe de luminosité d'IC 4999 est III et elle présente une large raie HI.
À ce jour, une douzaine de mesures non basées sur le décalage vers le rouge (redshift) donnent une distance de 37,450 ± 10,499 Mpc (∼122 millions d'al), ce qui est à l'intérieur des valeurs de la distance de Hubble. Notons cependant que c'est avec la valeur moyenne des mesures indépendantes, lorsqu'elles existent, que la base d'environ 30,2 kpc (∼98 500 al) si on utilisait la distance de Hubble pour le calculer.

## Groupe de NGC 6907
Selon A. M. Garcia, IC 4999 fait partie d'un trio, le groupe de NGC 6907. L'autre galaxie de ce groupe est IC 5005. 
Il faut ajouter la galaxie NGC 6908 à ce groupe, car elle forme une paire avec NGC 6907.